# Nordfrost
Die Nordfrost GmbH & Co. KG ist ein deutsches Logistikunternehmen mit Hauptsitz in Schortens im Landkreis Friesland. Die Geschäftstätigkeit gliedert sich in die drei Teilbereiche Lagerlogistik (im Wesentlichen für Kühl- und Tiefkühlware), Transportlogistik und Hafenlogistik.

## Hintergrund
2021 beschäftigte Nordfrost rund 2000 Mitarbeiter sowie in der Spitze rund 1000 von Zeitarbeitsunternehmen zur Verfügung gestellte Kräfte und betrieb 40 Tiefkühllager mit einer Lagerkapazität von 5.500.000 m³ in Europa, die meisten davon in Deutschland.
Zu den Kunden gehören Lebensmitteleinzelhändler, die Lebensmittelindustrie, Lebensmittelproduzenten, die Fleischbranche und der internationale Handel.
Anfang Februar 2020 verstarb der Firmengründer und Vorsitzende der Geschäftsführung, Horst Bartels, im Alter von 75 Jahren. Sein Sohn und seine Tochter führen das Unternehmen gemeinsam weiter.

## Seehafen-Terminal JadeWeserPort
Im November 2011 begann Nordfrost als erstes Unternehmen in der 160 Hektar großen Logistikzone des neuen JadeWeserPorts in Wilhelmshaven ein 20 Hektar großes Frischfrucht- und Tiefkühlterminal zu errichten. Der Bau ging im August 2012 in Nutzung.
Im Jahr 2017 kam eine Erweiterung hinzu.

## Sponsoring
Nordfrost gehört zu den Hauptsponsoren des Wilhelmshavener HV in Wilhelmshaven. Die ehemalige Nordsee-Sporthalle mit 2433 Plätzen wurde aus diesem Grund in Nordfrost-Arena umbenannt. Zurzeit spielt der Wilhelmshavener HV in der 3. Liga.